# Campionato europeo femminile di pallacanestro Under-18 1965
Il Campionato europeo femminile di pallacanestro Under-18 1965 (noto anche come FIBA EuroBasket Women Under-18 1965) si è svolto in Bulgaria, a Kyustendil, Lom, Botevgrad e Sofia.

## Classifica finale
| Campione d'Europa | Campione d'Europa | Campione d'Europa |
| ----------------- | ----------------- | ----------------- |
| Unione Sovietica  |                   |                   |
| Argento           | Jugoslavia        |                   |
| Bronzo            | Cecoslovacchia    |                   |
| 4.                | Polonia           |                   |
| 5.                | Bulgaria          |                   |
| 6.                | Ungheria          |                   |
| 7.                | Romania           |                   |
| 8.                | Francia           |                   |
| 9.                | Germania Est      |                   |
| 10.               | Italia            |                   |
| 11.               | Germania Ovest    |                   |